# Vrtni mak
Vrtni mak (znanstveno ime Papaver somniferum) je vrsta maka, ki se uporablja v prehrani in kot vir olj za solato, iz njega pa pridobivajo tudi opij in vse prečiščene derivate, kot so morfin (do 20 %), tebain (5 %), kodein (1 %), papaverin (1 %) in narkotin (5-8 %). Dvočlensko znanstveno ime, ki v dobesednem prevodu pomeni »uspavalni mak«, se nanaša na njegove narkotične lastnosti.
Poznamo številne varietete te vrste maka. Tako po barvah cvetov kot po drugih fizičnih značilnostih (število in oblika cvetnih listov, proizvodnja morfina itd.) se zelo razlikujejo. V Sloveniji se sme vrtni mak gojiti samo za prehrambene in industrijske namene na podlagi dovoljenja, ki ga izda ministrstvo za kmetijstvo. Arhivirano 2007-05-04 na Wayback Machine. V ZDA je posedovanje katerega koli dela vrtnega maka razen semen nezakonita in jo Drug Enforcement Administration obravnava kot nadzorovano snov seznama II. Arhivirano 2018-05-27 na Wayback Machine. 

## Botanične lastnosti
Vrtni mak je enoletnica, ki zraste 30−130 cm visoko in cveti od junija do avgusta. Ima 7 zvrsti. Najvažnejši so : evrazijski, indijski, anatolski,mongolski, srednjeazijski in trosni mak. Vsaka teh zvrsti je različica z belim, sivim, rumenim, rožnatim ali modrim semenom. Najbolj razširjena je ravno evrazijska zvrst z modrim semenom in svetlo vijoličnimi cvetovi. (IV)
Korenina je vretenasta, precej obrasla z drobnimi koreninicami. Kljub temu pa se mak slabo vraste in ga lahko močnejši veter izruje. Steblo maka z drobnimi glavicami se močneje obraste. Sorte z debelim semenom nosijo le po eno glavico vrh stebra. Število vej oziroma glavic je seveda odvisno tudi od rastišča in od gostote posevka. V vseh zelenih delih maka je mlečni sok. Listi sede na steblu in so podolgovato jajčasti , spodaj pa prehajajo v kratek pecelj. (IV) Gornji listi steblo bolj ali manj objemajo, po robu pa so narezani ali napiljeni. Cvetni peclji so dolgi, nekoliko zaviti, goli ali porasli s štrlečimi kocinami. Nosijo en sam cvet. Cvetovi so veliki, saj merijo do 10 cm v premeru. Čašna lista sta le dva; sta gola in se pozneje odpreta. Mak ima 4 venčne liste, ki so vijoličasti, okrogli ali narobe jajčasti, celorobi ali valoviti ter bolj ali manj narezani. Na dnu imajo temno liso. Cvetovi imajo mnogo prašnikov z debelimi nitmi in z dolgimi modrozelenimi prašnicami. Brazd je 4−12. Površina brazd se lahko močno spreminja. Lahko ima obliko plošče, skledice ali klobuka. Glavice (makovnice) so stožičaste, oblaste, jajčaste, ploščate ali okrogle kakor sodček. (IV)

## Delovanje in uporaba
Morfin je s strukturnega vidika fenantrenski derivat, vendar pa so raziskave njegove biosinteze pokazale, da nastane iz aminokisline tirozina. 4-obročni sistem se imenujejo morfinan. Alkaloide, ki vsebujejo ta obročni sistem, pogosto imenujemo morfinanski alkaloidi.  (III)
Morfin je glavni alkalodi opija. Zaradi njegovih fenolnih lastnosti ga relativno enostavno ločimo od ostalih alkaloidov. Uporabljamo ga kot zelo učinkovit analgetik. Tako delovanje doseže s stereospecifično in reverzibilno vezavo na specifične receptorje, do katerih ima visoko afiniteto. (I in III)	
Receptorje, na katere deluje, najdemo večinoma v centralnem živčnem sistemu. Kljub temu pa ima morfin tako centralno kot tudi periferno delovanje. Analgezijo doseže teko, da dvigne prag zaznavanja bolečine. Poleg želenega delovanja ima tudi nekaj neželenih učinkov. En od teh je depresija dihalnega centra. Depresija,torej zmanjšana občutljivost na porast ogljikovega dioksida v telesu in hipoksijo, je sorazmerna z odmerkom. Večji kot je odmerek, večja je depresija.  (I)
Pri  uporabi moramo torej biti previdni. Poleg naštetega lahko pride tudi do odvisnosti. Povzroča tudi evforijo. Ob dolgotrajnejši uporabi so potrebni vedno večji odmerki, da se doseže delovanje. V primeru prenehanja zdravljenja po dolgotrajnejši uporabi lahko pri bolniku pride do odtegnitvenega sindroma. (III)
Kodein največkrat pripravljamo z metiliranjem morfina, kljub temu da ga določen odstotek najdemo tudi v opiju. Tako kot morfin je tudi kodein analgetik, vendar pa je mnogo šibkejši. 
Ob sočasni uporabi drugih nesteroidnih antirevmatikov, kot na primer acetilsalicilne kisline, poveča učinek slednjih. (III)
Sicer pa je najpomembnejše delovanje kodeina antitusično. Njegovo delovanje so dokazali pri zdravih osebah, pri katerih so kašelj sprožili z aerosolom. To delovanje spremlja tudi manjša depresija dihalnega centra, šibka bronhokonstrikcija zaradi neposrednega delovanja na gladko muskulaturo, zmanjšana sekrecija ter sproščanje histamina. Nevarnost za odvisnost je pri kodeinu mnogo manjša. (I)
Papaverin je strukturno en od najenostavnejših opijevih alkaloidov in je tipični predstavnik skupine benzokinolinskih derivatov. V opiju ga najdemo približno 1 %.  (III) Je spazmolitik, ki še posebej sprošča gladko mišičje žil v možganih, pljučih in na periferiji. Poleg tega deluje tudi na srčno mišico. V srcu zmanjša prevodnost in vzdražnost, podaljša refraktarno dobo in poveča koronarni krvni pretok. To delovanje gre na račun sposobnosti, da inhibira fosfodiesteraze ter zniža znotrajcelično koncentracija kalcija. (I)
Noskapin je v opiju zastopan približno v štirih do osmih odstotkih. Ta alkaloid pomaga pri ukrotitvi refleksa kašlja in ga uporabljamo za blaženje suhega kašlja. Nima evforičnega učinka. Njegovo delovanje gre tako na račun centralnega kot tudi perifernega delovanja. (III in I)

Tebain v medicini nima nobene uporabne vrednosti, vendar pa so nekateri njegovi derivati pomembne učinkovine . Poleg tega je tebain ključni intermediat pri biosintezi morfina in kodeina. (III)
Poleg naštetih alkaloidov so z nekaj modifikacijami prišli tudi do bolj ali nekoliko manj uporabnih derivatov, kot so heroin, etilmorfin in petidin. (III)

## Zgodovina maka
Domovina maka naj bi bila Azija, vendar pa so na Kreti našli antične slike maka, ki so nastale v času razcveta grške kulture. Ravno tako so sliko maka našli v Egiptu, in sicer na papirusu iz leta 1500 pr. n. št., kjer so bile naslikane zdravilne rastline. (VII)
Na Kitajskem so ga poznali že pred dinastijo Tang, vendar ga je šele v 8. stoletju popisal njihov botanik Čenk-čank-či. Kitajci so ga uporabljali pri črevesnih boleznih. Prejeli so ga od Arabcev. Kajenje opija se je na Kitajskem razpaslo šele v 18. stoletju. Opij so tja prinesli Španci. Že leta 1641 je bil izdan cesarski ukaz, ki prepoveduje uvoz opija in kajenje opija in tobaka. Toda še strožje odredbe, ki so skušale preprečiti to razvado, so bile brez uspeha. V opijski vojni je Anglija vsilila uvoz opija v Kitajsko. Opij je postal kuga Kitajske, saj je tako leta 1878 več kot 120 milijonov ljudi potrebovalo opij. (IV)
Tudi v Indijo je prišel mak šele pod vplivom Arabcev, stari Judje ga niso poznali, v Palestino pa so ga zanesle šele križarske vojne. Kot rečeno pa so mak poznali v Grčiji že za časa Homerja. Imenovali so ga mekon. Poznali so njegovo moč, sposobnost lajšanja bolečine. Že v 4. stoletju pred našim štetjem so risali boga spanja Hipnosa z makovo glavico in makovim steblom. Mak so dajali v pecivo. Rimljani so prevzeli mak od Grkov. (IV)
V Sloveniji smemo vrtni mak gojiti samo za prehrambne in industrijske namene na podlagi dovoljenja, ki ga izda ministrstvo za kmetijstvo. (VII)

## Uporaba v prehrani
Pri pripravi jedi se uporabljajo modro črna drobna semena, cela ali zmleta. Cela makova semena uporabljamo npr. za peko makovk in makovih pogač. Zmleta semena pa lahko uporabimo pri peki potic ali prekmurske gibanice. Makova semena vsebujejo zanemarljivo majhne količine narkotikov. V televizijskem šovu MythBusters pa so dokazali, da lahko ob užitju le štirih makovk v krvi odkrijejo njihovo prisotnost. V šovu Brainiac: Science Abuse jim je to uspelo z zaužitjem le dveh makovk.

## Simbol miru
Na Slovenskem morda manj znan simbol miru je tudi beli mak, ki ga je leta 1933 za svoj simbol vzel ceh za žensko solidarnost, in sicer kot nasprotje rdečemu maku, ki je predstavljal spomin na umrle britanske vojake. Ženskam se je pridružila še zveza za obljubo miru (PPU) in venec iz belega maka je postal zaveza miru, da se vojna nikoli več ne sme ponoviti. (VIII)

## Galerija
- Vrtni mak 
 iz Thoméjevega dela Flora von Deutschland, Österreich und der Schweiz, 1885
- Polje maka v Burmi
- Okrasni mak v Chatsworth House, Velika Britanija
- Nezrel opijev mak, pogled od zgoraj

### Fotografije
- The Papaver Somniferum Photo Gallery
- Photos of opium poppies on www.geopium.org Arhivirano 2010-09-22 na Wayback Machine.

- http://www.minet.si/gradivo/seminarske/55205Output.pdf%5B%5D; na zadnje obiskana 16.11.2010
- http://www.ivz.si/register/; na zadnje obiskana 16.11.2010
- http://library.thinkquest.org/C007974/1_1pop.htm; na zadnje obiskana 16.11.2010
- http://www.rtvslo.si/svet/razlicni-simboli-eno-koprnenje-po-miru/97247; zadnje obiskana 16.11.2010